# Yuki Kadono
Yuki Kadono (Japans: 角野 友基, Kadono Yūki) (Miki, 18 mei 1996) is een Japans snowboarder. Hij nam eenmaal deel aan de Olympische Winterspelen, maar behaalde geen medaille.

## Carrière
Kadono maakte zijn wereldbekerdebuut in januari 2013 tijdens de slopestyle in Copper Mountain. Op 26 maart 2013 won hij al een eerste wereldbekerwedstrijd tijdens de slopestyle in Sierra Nevada. Hij won tevens het eindklassement in de wereldbeker slopestyle.
Hij won tijdens de Winter X Games van 2014 in Aspen een zilveren medaille bij het onderdeel  Snowboard Big Air, achter Maxence Parrot.
In 2014 nam Kadono een eerste keer deel aan de Olympische Spelen. Op de slopestyle eindigde hij achtste.

## Resultaten

### Olympische Winterspelen
| Jaar | Plaats | Resultaten    |
| ---- | ------ | ------------- |
| 2014 | Sotsji | 8e Slopestyle |

### Wereldbeker
Eindklasseringen
| Seizoen   | Algm | PAR  | SBS  |
| --------- | ---- | ---- | ---- |
| 2012/2013 | 12e  | 155e | Goud |

Wereldbekerzeges
| Datum         | Plaats        | Onderdeel  |
| ------------- | ------------- | ---------- |
| 26 maart 2013 | Sierra Nevada | Slopestyle |